# Blaasvossenstaart
De blaasvossenstaart (Alopecurus rendlei, synoniem: Alopecurus utriculatus) is een eenjarige plant uit de grassenfamilie (Poaceae). De soort komt van nature voor in Zuid- en Midden-Europa, Noord-Afrika en Zuidwest-Azië.  De soort is inheems in Wallonië. Het aantal chromosomen is 2n = 14.
De plant wordt 10-40 cm hoog. De stengels zijn rechtopstaand of geknikt opstijgend. De bladeren zijn 1-16 cm lang en 1-3 mm breed. De bladscheden van het topblad is sterk opgeblazen. Het tongetje is 0,6-1 mm lang
Blaasvossenstaart bloeit vanaf mei tot in juli. De bloeiwijze is een groenachtige of paarsachtige, eivormige, 1,5-2,5 cm lange en 5-11 mm brede aarpluim. Het aartje is 6-7 mm lang en heeft één bloem. De 5-7 mm lange kelkkafjes versmallen ineens boven het midden en hebben drie nerven. In de onderste helft zijn ze op de kiel lang tot borstelig gewimperd behaard. Het onderste, 5,6-6,4 mm lange kroonkafje is iets leerachtig en heeft in het onderste derde deel op de rug een 6,5-18 mm lange, knievormig gebogen kafnaald, die meestal 0,8-7,2 mm buiten het aartje uitsteekt. Dit kroonkafje heeft vijf nerven. Het bovenste kroonkafje ontbreekt of is erg klein. De bloem heeft drie, 3,4-4,9 mm lange meeldraden.
De vrucht is een eironde, platgedrukte, 3,5-4,5 mm grote graanvrucht.

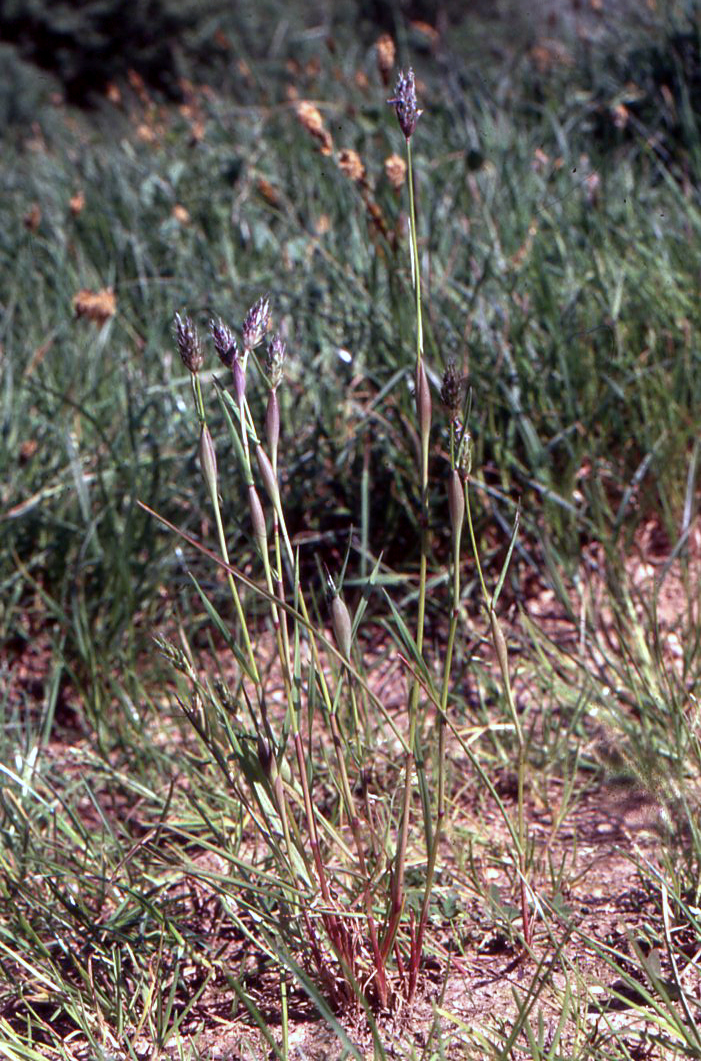
Planten
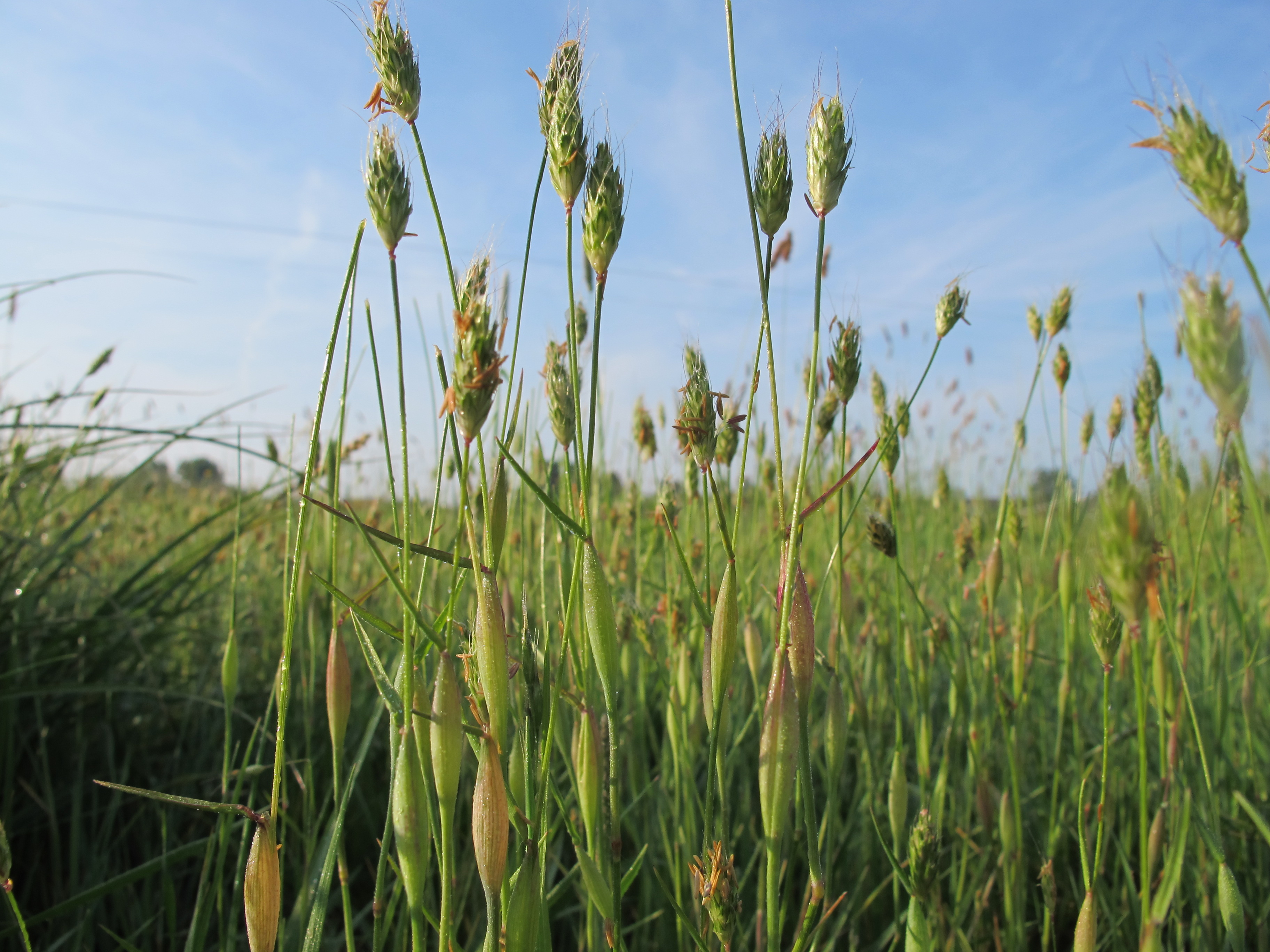
Planten
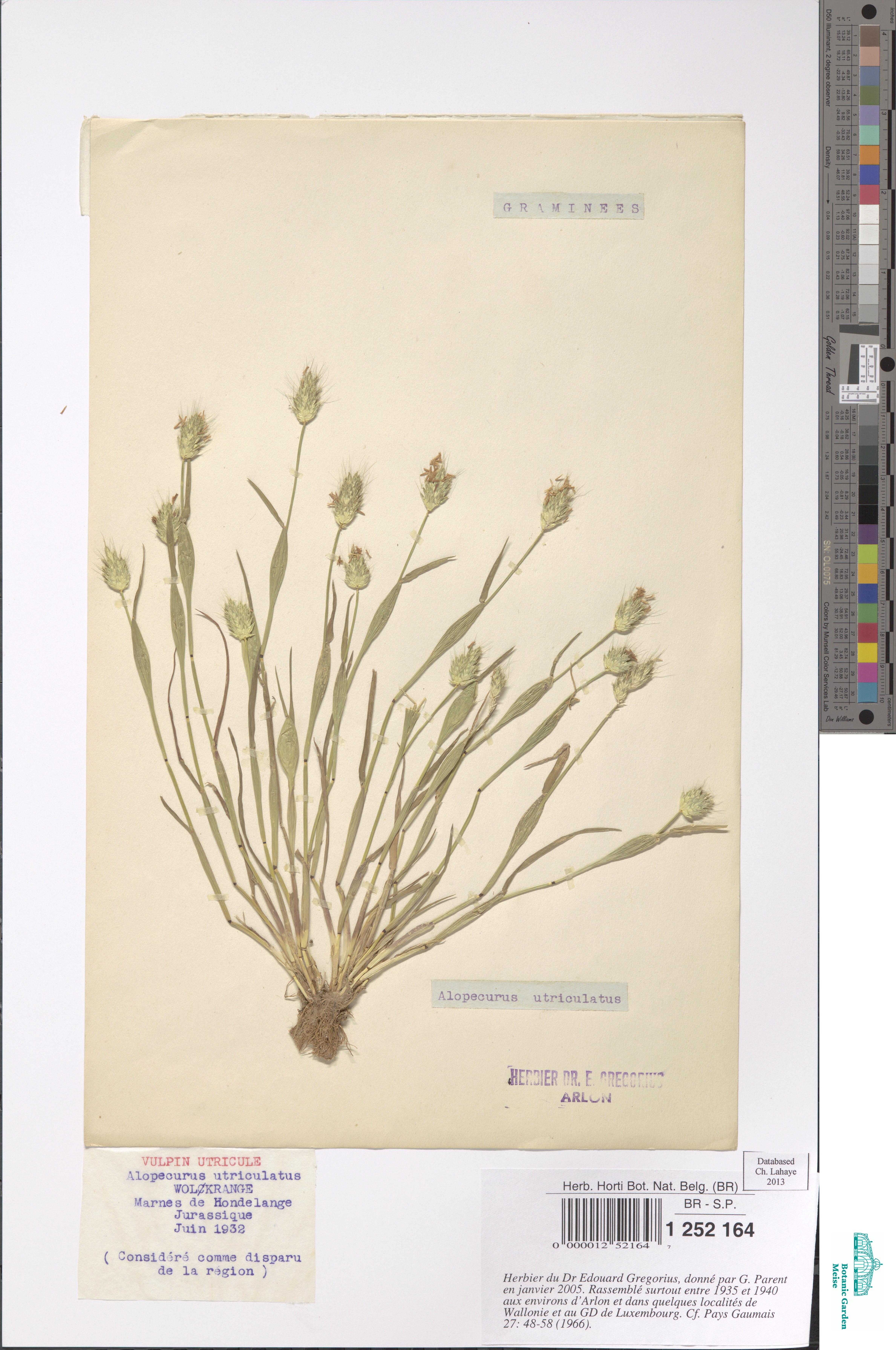
Herbarium exemplaar uit België
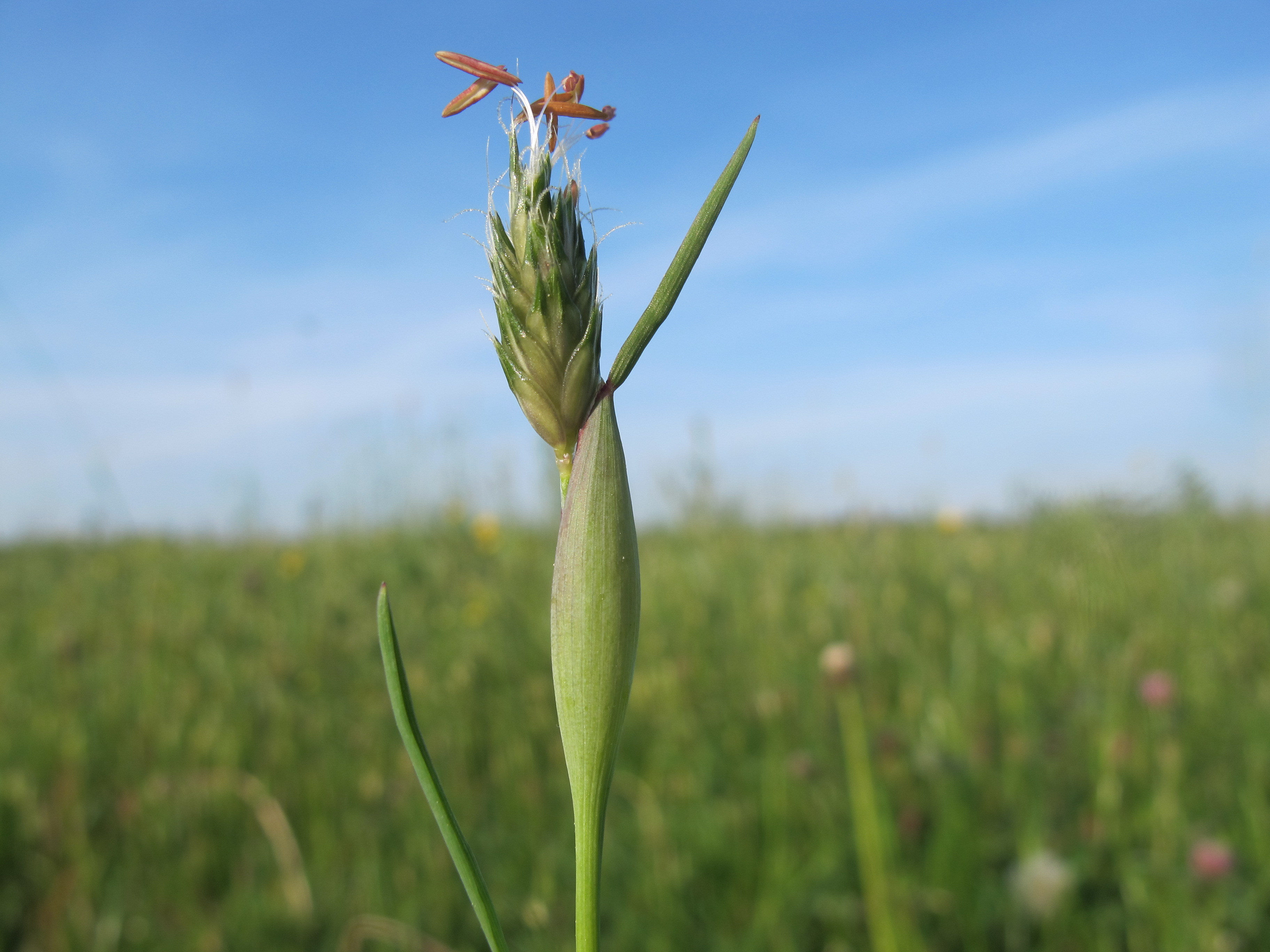
Bloeiwijze
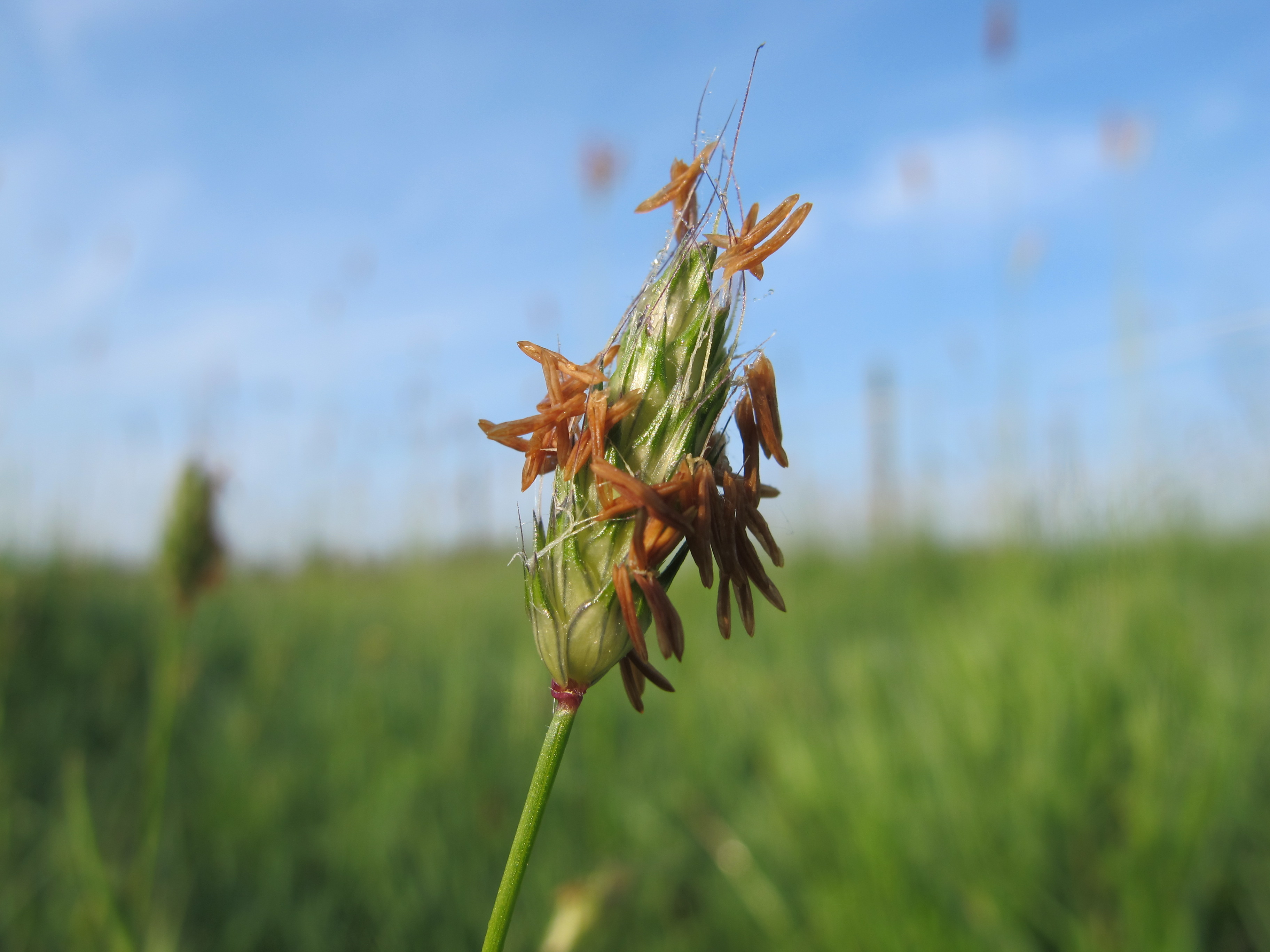
Meeldraden
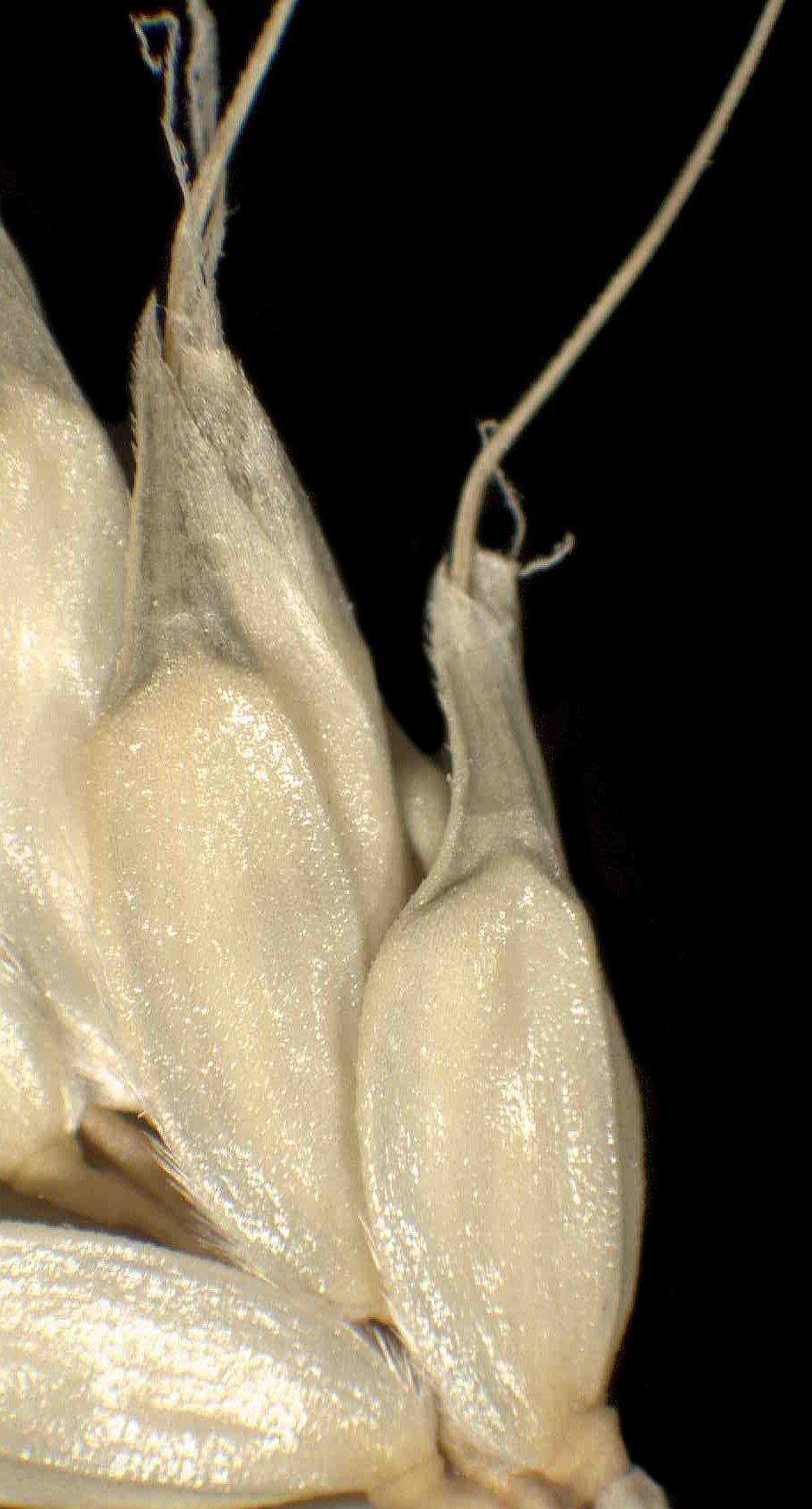
Kelkkafje

Blaasvossenstaart komt voor in grasland en bermen op natte, kalkrijke, vaak kleihoudende grond.